# The Lox
A The Lox amerikai rap együttes, melynek tagjai Jadakiss, Styles P. és Sheek Louch.
1994-ben alakultak meg a New York-beli Yonkersben. A Chest2Chest Freestyle című számuk szerepel a 2005-ös Grand Theft Auto: Liberty City Stories című videójátékban is. The Bomb Squad, D-Block és The Warlocks neveken is tevékenykednek.
Fő áttörését akkor érte el az együttes, amikor Puff Daddy-vel (Sean Combs) és The Notorious B.I.G.-vel kollaborált. Szerepeltek már a Wu-Tang Clannel és egyéb előadókkal is.

## Diszkográfia

### Stúdióalbumok
- Money, Power and Respect (1998)
- We Are the Streets (2000)
- Filthy America... It's Beautiful (2016)
- Living Off Xperience (2020)